# Ernoul
Ernoul este numele generic acordat autorului unei cronici datând de la sfârșitul secolului al XII-lea care tratează în principal căderea Regatului cruciat al Ierusalimului. 

## Biografie
Numele lui Ernoul apare o singură dată în istorie, iar aceasta are loc exclusiv în cronica atribuită persoanei sale. El a fost un scutier al cavalerului cruciat Balian d'Ibelin din Ierusalim, pe care l-a însoțit într-o ambasadă a regelui Guy de Lusignan al Ierusalimului către contele to Count Raymond al III-lea de Tripoli în 1187. Balian și suita sa au rămas în urmă cu o zi, la Nablus pe parcursul călătoriei către Tripoli; ceilalți au fost surprinși într-o ambuscadă a musulmanilor la Cresson, în data de 1 mai. Ernoul a fost cel care a investigat aproape abandonatul castel al templierilor de la La Fève, înainte ca vestea bătăliei de la Cresson să fi ajuns la Balian. Practic, aceasta este singura mențiune asupra lui Ernoul. Pe de altă parte, apare cu claritate că el a participat la Bătălia de la Hattin din 4 iulie al aceluiași an, dat fiind că scrierea sa istorică oferă o narațiune asupra a ceea ce s-a petrecut în cadrul ariergardei armatei cruciate, comandate de către stăpânul său, Balian d'Ibelin. 
Potrivit istoricului M. R. Morgan, scutierul Ernoul ar fi același personaj cu Arnaix sau Arneis de Gibelet, care a fost un nobil important la curtea regilor cruciați ai Ciprului în prima jumătate a secolului al XIII-lea și care ar fi avut legături cu familia Ibelin de-a lungul secolelor al XII-lea și al XIII-lea, atât în Ierusalim, cât și în Cipru. Această identificare este însă respinsă de Peter Edbury, care consideră că Arneis a trăit cu multă vreme după Ernoul și de asemenea că numele celor doi sunt mult prea diferite.

## Cronica
Așa-numita cronică a lui Ernoul reprezintă de fapt un număr de manuscrise separate, dar similare, descinse dintr-o sursă originală care nu a supraviețuit, dar care se pare că ar fi fost scrisă de Ernoul însuși. Baza lor o constituie o traducere din secolul al XIII-lea, în franceza medievală, a cronicii în latină a lui Guillaume de Tyr, care a scris la mijlocul și în a doua parte a secolului al XII-lea, pe când se afla în Regatul Ierusalimului. Această traducere în franceză a ajuns să fie cunoscută sub numele de Estoire de Eracles, din simplul motiv că Guillaume de Tyr își începe cronica pornind de la domnia împăratului bizantin Heraclius I. 
Unul dintre manuscrisele mai importante este cunoscut sub numele de Lyon Eracles, care constituie baza pentru edițiile moderne. Acest  manuscris a fost editat de către M. R. Morgan sub denumirea deLa Continuation de Guillaume de Tyr (1183–1197). Manuscrisul continuă narațiunea până la anul 1248, iar secțiunea care include anii 1184–1197 nu se găsește în niciun alt manuscris. Culegerea de texte referitoare la cruciade din secolul al XIX-lea Recueil des Historiens des Croisades, realizată de Académie des inscriptions et belles-lettres, utilizează o versiune diferită a cronicii Eracles, cunoscută sub numele de Colbert-Fontainebleau Eracles. De asemenea, mai există un manuscris mai redus ca dimensiuni, cunoscut ca There is also a shorter manuscript known as the abrégé, și un Florentine Eracles aflat la Biblioteca Laurentina din Florența, care are o secțiune unică pentru anii 1191-1197 și o continuare până la anul 1277.
Textul cunoscut sub denumirea de Cronica lui Ernoul și Bernard Trezorierul, editată de L. de Mas Latrie în secolul al XIX-lea, are o tradiție manuscrisă diferită. În fapt, este vorba de același abrégé și pare să fi fost realizată pe baza traducerii în franceză a cronicii lui Guillaume de Tyr, care a fost apoi modificată în cea mai mare parte, cu excepția câtorva secțiuni. Ea își desfășoară narațiunea mergând până la 1227 sau 1231, în funcție de manuscris.
Textele care au supraviețuit au fost finalizate între anii 30 și anii 50 ai secolului al XIII-lea. Iar Ernoul nu ar fi scris personal decât o redusă parte, cea acoperind anii 1186 și 1187, în care Balian și familia Ibelin se află în centrul narațiunii.